# 김경철

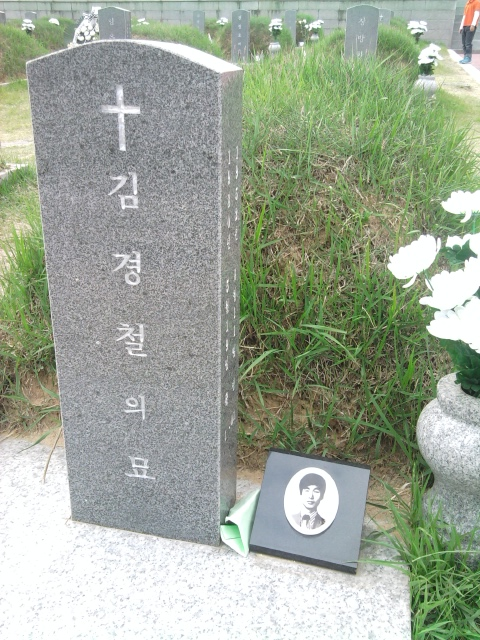
김경철 묘. 국립 5·18 민주 묘지 소재.

김경철(金敬喆, 1952년 ~ 1980년 5월 19일)은 5.18 민주화운동에서 계엄군의 과격진압으로 사망한 5.18 최초 사망자다. 그는 공수부대에 의한 대표적인 과격진압 사례였다. 청각장애로 인해 말을 할 수 없었던 김경철은 친구들과 점심을 먹고 집으로 돌아오던 중 1980년 5월18일 오후 4시경 제11공수여단의 눈에 띄어 무차별 구타를 당했다. 이후 그는 구 광주적십자병원으로 후송됐지만 뇌출혈로 이튿날 새벽 결국 사망했다.

## 같이 보기
- 5.18 광주민주화운동
- 충정훈련
- 윤상원

## 참고 자료
- <5.18 첫 사망자 유족의 딱한 사연>
- 김경철씨의 사망 조서[깨진 링크(과거 내용 찾기)]